# テュービンゲン
座標: 北緯48度31分12秒 東経9度03分20秒 / 北緯48.52000度 東経9.05556度

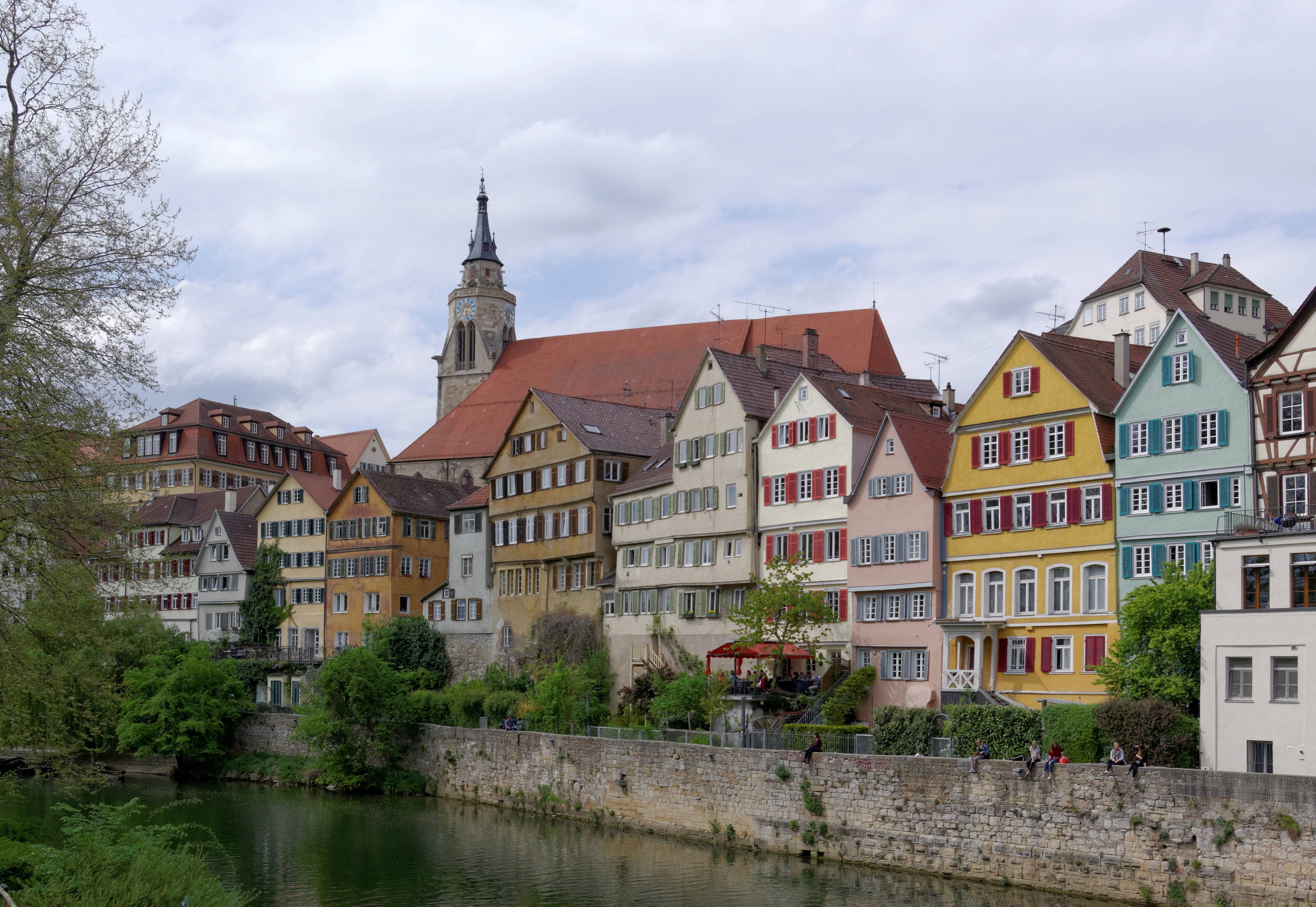
ネッカー川からオールドタウン

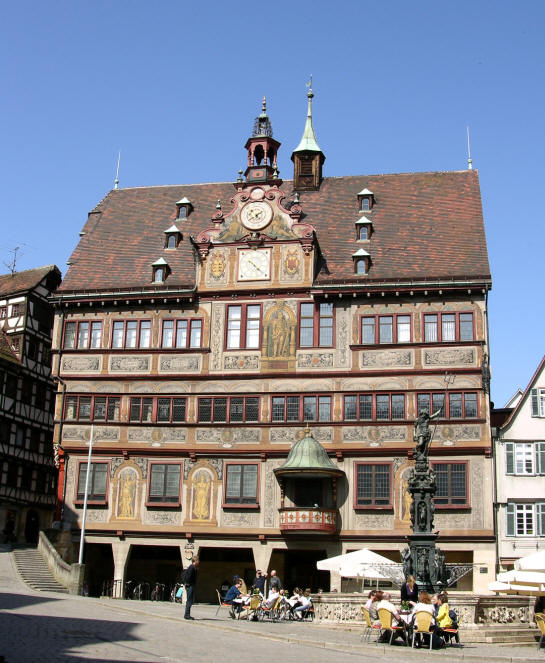
テュービンゲン市役所

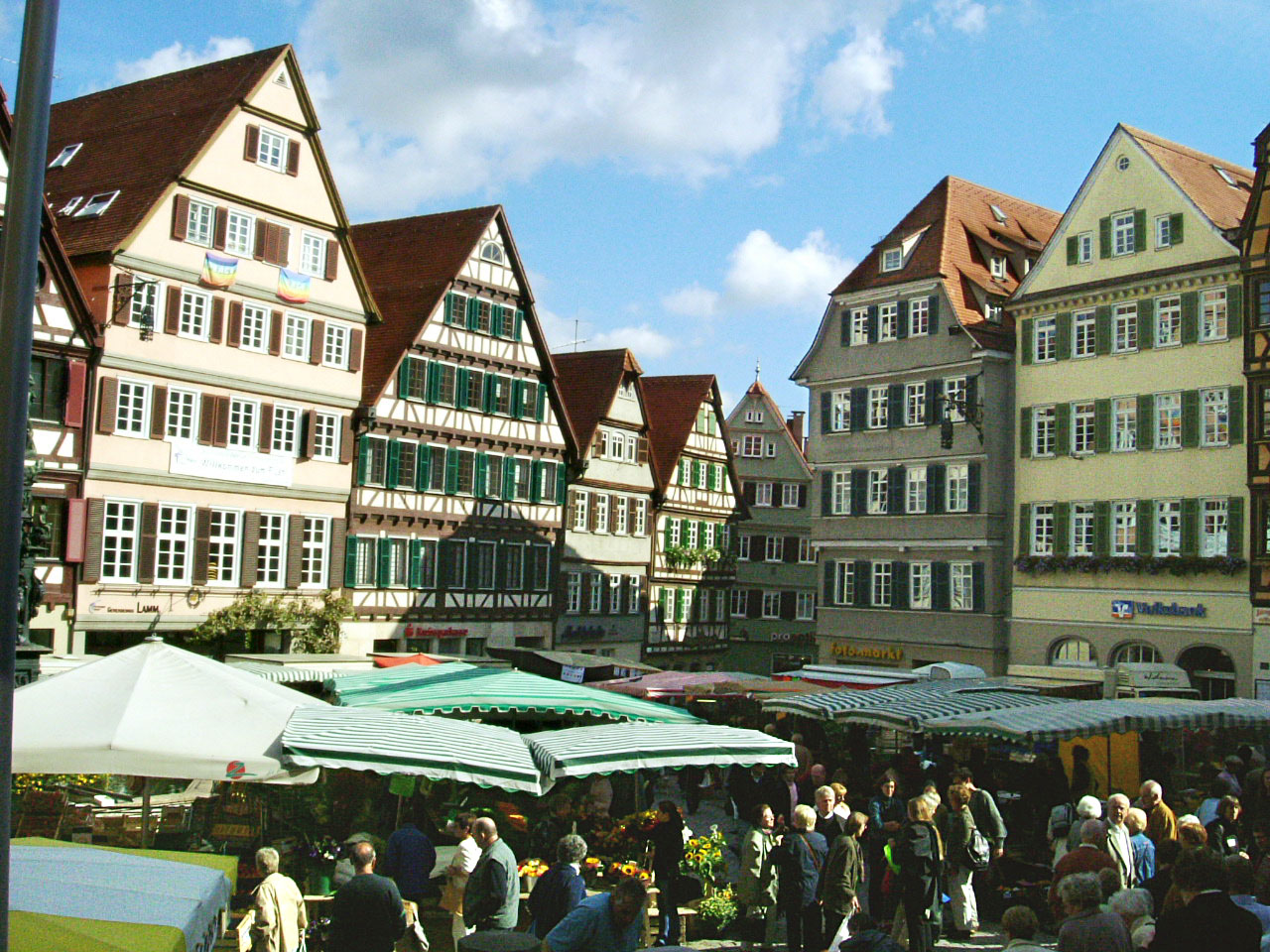
市役所前のマルクト広場

テュービンゲン（標準ドイツ語：Tübingen, アレマン語：Dibenga（ディーベンガ）公用表記：Universitätstadt Tübingen 大学都市テュービンゲン）は、ドイツ連邦共和国バーデン＝ヴュルテンベルク州の中心部に位置する都市である。中世の町並みを残す大学都市として有名。チュービンゲンと表記されることもある。

## 地勢・産業
1477年設立のテュービンゲン大学が街の中心となっており、今なお中世の面影を残している。住人の3分の1は大学関係者である。とりわけ神学研究の中心地として古くから栄えてきた。出版業も盛んである。ヘルマン・ヘッセもかつてこの街の書店で働いていた。ドイツ鉄道テュービンゲン中央駅から市街へ向かう途中にネッカー川が流れる。夏は学生たちが舟遊びをする光景も見られる。近隣の都市としては、約10キロメートル東のロイトリンゲン、30キロメートル北のシュトゥットガルト、約20キロメートル南南西にヘッヒンゲンなどが挙げられる。また、ヘッヒンゲンの南の山に第一次世界大戦までのドイツ帝国皇帝ホーエンツォレルン家のホーエンツォレルン城がある。

## 歴史
当地に7世紀前半、アレマン人の集落が存在した跡がある。後に、この土地に領主直営地/領主館（ein herrschaftlicher Fronhof, ein Herrenhof）と教区教会（Pfarrkirche）が置かれた。11世紀半ばにホーエンテュービンゲン城（Burg Hohentübingen；ラテン語で≫Castrum Twingia≪）が築かれた。城は1078年のハインリヒ4世 による包囲戦に耐えている。また、その百数十年後、ドイツ宮廷叙事詩人ヴォルフラム・フォン・エッシェンバッハは十字軍文学の傑作『ヴィレハルム』第8巻において、大軍を擁して襲い掛かる異教徒を相手に戦う主人公の勝利を祈る際に、優勢の兵力で攻撃を仕掛けたヴェルフェン勢を見事退けたテュービンゲン側の勝利を引き合いに出している。
12世紀前半、テュービンゲン宮中伯宮廷は市場施設（Markt）を設けさせた。1150年ころ貨幣鋳造が行われ、この貨幣は宮中伯領の範囲を越えて流通していた。宮中伯宮廷は裁判の分野でも周辺都市にとって重要な地位を占め、1470年頃にはヴュルテンベルクにおける上級裁判所の一つがこの地に生まれた。1231年には≫civitas≪と記されている。13世紀後半には、修道院や施療院が建設された。有名なテュービンゲン大学の創設は15世紀後半である。
1231年に都市特権を得た。1477年に創設されたテュービンゲン大学は、宗教改革以降におけるルター派神学の中心となった。1798年、この都市でアルゲマイネ・ツァイトゥンク (Allgemeine Zeitung) が創設され、のちにドイツを代表する新聞となった。この紙上において、ハイネやゲーテの作品も発表された。1659年当地創立の出版社コッタ書店は、1787年以降有能な社主のもと、シラー編集の『ホーレン』誌や『詩神年鑑』を出版し、ゲーテの最初の全集を刊行するなど、「ドイツ古典主義文学を縁の下で支えた出版社だった」。

## 近郊の地
テュービンゲンの南西数キロメートル先に、ルートヴィヒ・ウーラントの詩「礼拝堂」（Die Kapelle）によって広く知られるようになったヴルムリンゲンの礼拝堂（Wurmlinger Kapelle）がある。礼拝堂の正式名は「聖レミーギウス礼拝堂」であるが、建立者アンゼルム・フォン・カルフ伯は死後牡牛に自分の棺を載せた荷車を引かせ、牛が止まった所に礼拝堂を建てよと遺言していて、その通りになったという伝説がある。

## スポーツ
ワルター・タイガース・テュービンゲン - バスケットボール・ブンデスリーガ（ドイツプロバスケットボールリーグの1部）

## 姉妹都市
- エクス＝アン＝プロヴァンス、フランス
- ペトロザヴォーツク、ロシア
- アナーバー、アメリカ
- ペルージャ、イタリア
- ビジャ・エル・サルバドール（英語版）、ペルー
- モンテー、スイス
- エーグル、スイス
- キルヒベルク（英語版）、スイス
- ダラム、イギリス